# 史蒂夫的熔岩烤鸡
史蒂夫的熔岩烤鸡是美国演員及歌手傑克·布萊克为《我的世界大电影》的原聲帶演唱的歌曲，在电影中用作史蒂夫（傑克·布萊克饰演）向众人展示熔岩烤鸡装置这一幕的插曲。该曲由傑克·布萊克和电影的导演傑瑞德·海斯共同创作，全长34秒。该曲发布后在网络上迅速走红，并成为登上《公告牌》百强单曲榜和英国单曲排行榜的最短歌曲。

## 背景和发行
史蒂夫的熔岩烤鸡作为插曲被用于2025年电影《我的世界大电影》的一个场景，其中傑克·布萊克饰演的角色史蒂夫正在向主角一行人展示利用熔岩来烤活鸡的自动装置，歌曲的歌词则主要是史蒂夫在称赞烤鸡肉的美味。该曲全长只有34秒，没有副歌，由傑克·布萊克和电影的导演傑瑞德·海斯共同创作。
收录该歌曲的原声带《MINECRAFT麥塊電影》于2025年3月28日由华纳兄弟旗下的水塔音乐公司发行。2025年4月9日，水塔音乐公司在YouTube上发布了该曲的官方音乐视频（MV）。2025年4月18日，傑克·布萊克发布了名为《I...Am Steve》的EP，其中包含了时长1分15秒的史蒂夫的熔岩烤鸡加长版以及其他三首歌曲，作为《我的世界大电影》原声带的附赠歌曲。该曲的器乐混音版于2025年6月作为唱片这一游戏物品被Mojang添加进游戏《我的世界》中，玩家可以通过击杀游戏中的鸡骑士以获得该唱片。

## 反响
史蒂夫的熔岩烤鸡在电影上映后于TikTok等社交媒體上迅速走红，英国数字娱乐与零售协会（ERA）对此表示“流媒体+病毒式传播正在重塑热门歌曲”。在美国，该曲在电影上映首周的流媒体播放量达250万次，比上映前一周增长了1,973%。该曲随后在2025年5月3日发布的《公告牌》百强单曲周榜中达到最高第78名，打破了卡迪小子的Beautiful Trip于2020年创下的该排行榜的最短歌曲纪录，后者时长为37秒。
在英国，该曲在2025年5月8日发布的英国单曲周榜中达到最高第9名，其也是登上该排行榜的最短歌曲，上个纪录保持者是乔尼·特兰克（Jonny Trunk）和邓肯·威斯比（Duncan Wisbey）于2007年创作的The Ladies' Bras，时长为36秒。该曲也成为傑克·布萊克在英国排行榜中排名最高的歌曲，超过了其为2023年电影《超级马力欧兄弟大电影》演唱的歌曲桃花公主（Peaches，最高排位28名），以及其和凯尔·盖斯的二人组合頑強的D于2006年创作的歌曲POD（最高排位24名）。

## 榜单排名

### 周榜
| 排行榜（2025年）                         | 最高 排名 |
| ---------------------------------------- | --------- |
| 加拿大（《公告牌》加拿大百强单曲榜）     | 64        |
| 全球（《告示牌》全球二百大單曲榜）       | 97        |
| 爱尔兰（愛爾蘭唱片音樂協會单曲榜）       | 19        |
| 新西兰（新西兰官方音乐榜）               | 28        |
| 挪威（世道榜）                           | 75        |
| 瑞典（瑞典最熱榜）                       | 69        |
| 英国（官方榜单公司英國單曲排行榜）       | 9         |
| 英国（官方榜单公司英国独立单曲和专辑榜） | 2         |
| 美国（《公告牌》百强单曲榜）             | 78        |
| 美国（《公告牌》搖滾和另類歌曲榜）       | 12        |